# Matilde di Nassau
Matilde di Nassau, o Melchilde (prima del 1280 – Heidelberg, 19 giugno 1323), fu duchessa dell'Alta Baviera e contessa palatina del Reno.

## Biografia
Matilde era figlia del re dei Romani Adolfo di Nassau e di Imagina di Isenburg-Limburg. Ella aveva altri quattro dei quali raggiunsero l'eta adulta, Gerlach I di Nassau-Wiesbaden, Walram III di Nassau-Wiesbaden, Roberto VI di Nassau e Adelaide, badessa del monastero di Klarenthal.
Nel 1294 sposò Rodolfo I di Baviera, duca di Baviera e conte palatino del Reno, che nello stesso anno successe al padre e sostenne il suocero nella lotta per il trono contro il suo rivale Alberto I d'Asburgo.
Le dispute tra Rodolfo e il fratello, il futuro Imperatore del Sacro Romano Impero Ludovico IV portarono Rodolfo alla rinuncia al titolo. Alla morte di Rodolfo, Matilde si ritirò a Heidelberg. L'odio per il cognato rese impossibile un riavvicinamento dei Wittelsbach e solo dopo la morte di Matilde avvenne la riconciliazione fra i figli di Rodolfo e Matilde e Ludovico che tramite il trattato di Pavia riassegnò ai nipoti il Palatinato. 
Matilde morì il 19 giugno del 1323 a Heidelberg e fu sepolta presso il monastero di Klarenthal.

## Matrimonio ed eredi

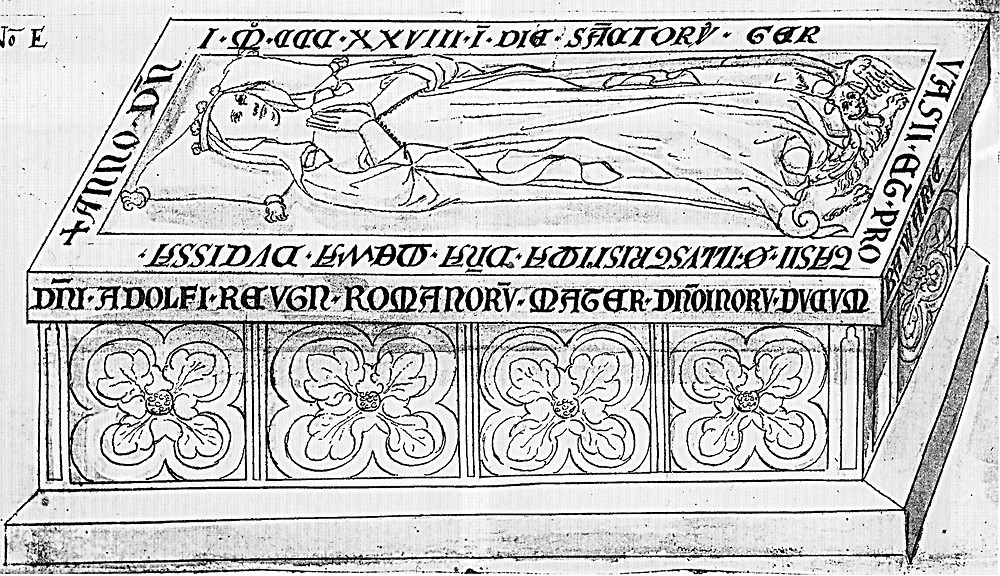
La tomba di Matilde di Nassau nell'abbazia di Klarenthal, vicino a Wiesbaden, in un'illustrazione di Heinrich Dors tratta dal suo Epitaphienbuch (1632)

Il 1º settembre del 1294 a Norimberga sposò Rodolfo I di Baviera, figlio di Ludovico II del Palatinato e Matilde d'Asburgo. La coppia ebbe i seguenti figli:
- Ludovico, principe ereditario del Palatinato (1297–1312);
- Adolfo (1300-1327) che nel 1320 sposò Irmengarda di Oettingen († 1389 come suora nel monastero domenicano di Liebenau a Worms);
- Rodolfo II del Palatinato (1306-1353), conte palatino del Reno dal 1329 alla morte;
- Roberto I del Palatinato (1309-1390), conte palatino del Reno dal 1353 alla morte;
- Matilde (1312-1375), che sposò Giovanni III di Sponheim.

## Ascendenza
|                               |   |                              | Genitori             |  |  | Nonni |  |  | Bisnonni            |  |  | Trisnonni             |  |
|                               |   |                              |                      |  |  |       |  |  | Enrico II di Nassau |  |  | Valderamo I di Nassau |  |
|                               |   |                              |                      |  |  |       |  |  | Enrico II di Nassau |  |  | Valderamo I di Nassau |  |
|                               |   | Cunegonda                    |                      |  |  |       |  |  | Enrico II di Nassau |  |  |                       |  |
| Valderamo II di Nassau        |   |                              |                      |  |  |       |  |  | Enrico II di Nassau |  |  |                       |  |
|                               |   | Matilde di Gheldria          | Ottone I di Gheldria |  |  |       |  |  |                     |  |  |                       |  |
|                               |   | Matilde di Gheldria          | Ottone I di Gheldria |  |  |       |  |  |                     |  |  |                       |  |
|                               |   | Matilde di Gheldria          | Riccarda di Baviera  |  |  |       |  |  |                     |  |  |                       |  |
| Adolfo di Nassau              |   | Matilde di Gheldria          |                      |  |  |       |  |  |                     |  |  |                       |  |
|                               |   | Diether IV di Katzenelnbogen | …                    |  |  |       |  |  |                     |  |  |                       |  |
|                               |   | Diether IV di Katzenelnbogen | …                    |  |  |       |  |  |                     |  |  |                       |  |
|                               |   | Diether IV di Katzenelnbogen | …                    |  |  |       |  |  |                     |  |  |                       |  |
| Adelaide di Katzenelnbogen    |   | Diether IV di Katzenelnbogen |                      |  |  |       |  |  |                     |  |  |                       |  |
|                               |   | …                            | …                    |  |  |       |  |  |                     |  |  |                       |  |
|                               |   | …                            | …                    |  |  |       |  |  |                     |  |  |                       |  |
|                               |   | …                            | …                    |  |  |       |  |  |                     |  |  |                       |  |
| Matilde di Nassau             |   | …                            |                      |  |  |       |  |  |                     |  |  |                       |  |
|                               | … | …                            |                      |  |  |       |  |  |                     |  |  |                       |  |
|                               | … | …                            |                      |  |  |       |  |  |                     |  |  |                       |  |
|                               | … | …                            |                      |  |  |       |  |  |                     |  |  |                       |  |
| Gerlach I di Isenburg-Limburg | … |                              |                      |  |  |       |  |  |                     |  |  |                       |  |
|                               |   | …                            | …                    |  |  |       |  |  |                     |  |  |                       |  |
|                               |   | …                            | …                    |  |  |       |  |  |                     |  |  |                       |  |
|                               |   | …                            | …                    |  |  |       |  |  |                     |  |  |                       |  |
| Imagina di Isenburg-Limburg   |   | …                            |                      |  |  |       |  |  |                     |  |  |                       |  |
|                               |   | …                            | …                    |  |  |       |  |  |                     |  |  |                       |  |
|                               |   | …                            | …                    |  |  |       |  |  |                     |  |  |                       |  |
|                               |   | …                            | …                    |  |  |       |  |  |                     |  |  |                       |  |
| Imagina di Blieskastel        |   | …                            |                      |  |  |       |  |  |                     |  |  |                       |  |
|                               |   | …                            | …                    |  |  |       |  |  |                     |  |  |                       |  |
|                               |   | …                            | …                    |  |  |       |  |  |                     |  |  |                       |  |
|                               |   | …                            | …                    |  |  |       |  |  |                     |  |  |                       |  |
|                               |   | …                            |                      |  |  |       |  |  |                     |  |  |                       |  |